# قسم قرق الريفي (مقاطعة غرغان)
قسم قرق الريفي (بالفارسية: دهستان قرق) هي منطقة ريفية تقع في Baharan District في إيران. يقدر عدد سكانها بـ 24,014 نسمة .